# Hyrdehøj stadion
Hyrdehøj stadion er et stadion der  ligger i den sydvestlige del af Roskilde og grænser op til Hyrdehøjskoven.
Hyrdehøj stadion benyttes primært som atletikstadion - og blev anlagt i 1992 og er senest renoveret i 2012. I 2015 blev der opsat lysanlæg  med 8 lysmaster.
Selve stadionet er omkranset af en vold med en markant beplantning, der skaber læ på stadionanlægget. I tilknytning til Hyrdehøj Stadion ligger enkelte bygninger, klubhuse til Hellas og Roar Atletik samt en dommertribune
Hyrdehøj Stadion bliver i dag primært benyttet af idrætsforeningerne  motion- og løbeklubben Hellas og atletikklubben Roar Atletik. Desuden benyttes Hyrdehøj stadion i dagtiden også af de nærliggende skoler og fritidsordninger
Der har været og bliver afholdt flere forskellige mindre og større atletikstævner på stadionet.
Bl.a. er der afholdt  
- DM i mangekamp
- NM i 10.000 m
- Øst/vest mesterskaber i Mangekamp
- SkoleOL lokal kvalifikations atletik stævner for folkeskoler fra 4 til 7 klassetrin

## Eksterne kilder og henvisninger
- Lokalplan Hyrdehøj Stadion Arkiveret 13. april 2016 hos  Wayback Machine

|  | Denne artikel om en bygning eller et bygningsværk kan blive bedre, hvis der indsættes et (bedre) billede. Du kan hjælpe ved at afsøge Wikimedia Commons for et passende billede eller lægge et op på Wikimedia Commons med en af de tilladte licenser og indsætte det i artiklen. |

55°37′46.72″N 12°3′21.19″Ø / 55.6296444°N 12.0558861°Ø